# Galaxy Game
Galaxy Game var ett av de tidigaste myntbaserade datorspelen. Det installerades på Tresidder Union vid Stanford University i september 1971, två månader före lanseringen av "Computer Space".